# Johan Salomon
Johan Salomon, (7 de maig de 1997), és un jugador d'escacs noruec, que té el títol de Mestre Internacional des de 2015 i el de Gran Mestre des de 2017.
A la llista d'Elo de la FIDE del febrer de 2022, hi tenia un Elo de 2495 punts, cosa que en feia el jugador número 9 (en actiu) en el rànquing absolut de Noruega. El seu màxim Elo va ser de 2514 punts, a la llista del juliol de 2019.

## Resultats destacats en competició
Salomon va aconseguir les normes de MI al Campionat del món Sub-16 de 2013, i als Torneigs de Gibraltar de 2014 i 2015. El juliol de 2015 fou subcampió de Noruega, mig punt per darrere d'Aryan Tari. També el juliol de 2015, fou clar campió de l'Obert de Sitges amb 7½ punts de 9, després de guanyar a tres GM (Leif Erlend Johannessen, Jorge Cori Tello i Karèn H. Grigorian) i fent taules amb el GM Àlvar Alonso Rosell, cosa que significà l'obtenció d'una norma de GM.
El juliol de 2016 a Oslo es proclamà campió de Noruega amb 6½ punts, els mateixos punts que Kjetil A. Lie però amb millor desempat, que comptà amb la participació de 376 jugadors.